# Poma daurada
La poma daurada és una fruita que apareix a diverses mitologies associada a la màgia i la divinitat. En alguns casos apareix una poma de la qual no s'indica que sigui daurada però que assimila els trets simbòlics d'aquesta, com en el cas de la cultura popular i el fruit que va provocar l'expulsió d'Adam i Eva del Paradís (tot i que la Bíblia no especifica el tipus de fruit de què es tracta).

## Mitologia grega
La poma daurada apareix com a fruit de l'arbre del Jardí de les Hespèrides, que Hèracles ha d'aconseguir com a part d'un dels seus dotze treballs. Igualment provenen d'aquest jardí les pomes que distreuen a Atalanta en la seva cursa. Eris llança la poma de la Discòrdia, una altra fruita daurada, i acaba desencadenant la guerra de Troia, després que tres deesses competeixin per assolir-la com a guardó per la seva bellesa. Al seu torn, aquest mite està a l'origen de la Mansana de la Discòrdia barcelonina.

## Mitologia irlandesa
La branca de plata, un element important en les llegendes irlandeses, dona com a fruit pomes daurades. Apareix, per exemple, en l'immram de El viatge de Bran com a clau per a accedir a Tir na nog. Probablement les pomes de la mitologia nòrdica que vigila Iðunn i que proporcionen l'eterna joventut provinguin de la mateixa arrel que les pomes cèltiques. Per això Avalon és l'illa on creixen arbres de pomes eternes.

## Contes de fades
Els contes de fades han heretat o transformat molts elements de la mitologia clàssica, entre ells la presència de les pomes daurades. Al conte rus Ivan Tsarévitx, l'Ocell de Foc i el Llop Gris un ocell roba les pomes daurades que pertanyen al rei i l'heroi ha de partir a la seva cerca. Aquesta història coneix diverses variants locals, com la versió dels germans Grimm L'ocell d'or.